# Coppa Latina
La Coppa Latina (fr. Coupe Latine, es. Copa Latina, pt. Taça Latina) fu una competizione calcistica internazionale organizzata da FFF, FIGC, FPF e RFEF, tenutasi dal 1949 al 1957 e riservata alle squadre di club campioni nazionali di Francia, Italia, Portogallo e Spagna.
Il torneo, come da prassi di quegli anni, era autorizzato dalla FIFA che però non lo considera come un proprio titolo ufficiale.

## Storia

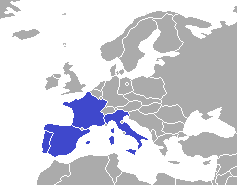
In evidenza, le nazioni i cui club hanno preso parte alla Coppa Latina.

Fino all'istituzione della Coppa dei Campioni, la Coppa Latina fu tra le più prestigiose competizioni calcistiche europee dell'epoca. Il torneo si svolgeva in giugno–luglio, al termine dei campionati nazionali, ed era ospitato in uno o due stadi di uno dei quattro paesi partecipanti (a rotazione); la formula era quella della Final Four, con accoppiamenti di semifinale in gara unica e, a seguire, finali per il 3º e 1º posto.
Non fu disputata nel 1954, in quanto nello stesso periodo si disputò la fase finale dei mondiali svizzeri. La Coppa dei Campioni nacque con la stagione 1955-1956, e per un biennio le due competizioni si sovrapposero; il Real Madrid le vinse entrambe nel 1957. La Coppa Latina fu definitivamente abolita nel 1958, visto il carattere più ampio della Coppa dei Campioni, aperta alle squadre di club di ogni federazione europea.
Il trofeo è stato vinto due volte ciascuno da Barcellona, Milan e Real Madrid, e una da Benfica e Stade Reims. Blaugrana, Rossoneri, Blancos e Águias hanno vinto successivamente la Coppa dei Campioni/Champions League due o più volte, mentre i Rémois sono stati finalisti in due occasioni (1956 e 1959, in entrambi i casi sconfitti dai madrileni); inoltre più volte le succitate squadre sono state protagoniste in finali di Coppa dei Campioni/Champions League: Real Madrid-Milan (1958), Milan-Barcellona (1994), Milan-Benfica (1963 e 1990), Real Madrid-Stade Reims (1956 e 1959), Benfica-Barcellona (1961) e Benfica-Real Madrid (1962). Complessivamente, diciassette società hanno partecipato almeno una volta alla competizione. Il record di partecipazioni spetta al Milan (cinque volte complessive, tre da campione d'Italia e due da supplente), mentre Barcellona e Real Madrid hanno vinto la competizione in tutte le edizioni disputate (due su due per entrambe).

## Albo d'oro
| Edizione | Vincitore   | Secondo posto    |
| -------- | ----------- | ---------------- |
| 1949     | Barcellona  | Sporting Lisbona |
| 1950     | Benfica     | Bordeaux         |
| 1951     | Milan       | Lilla            |
| 1952     | Barcellona  | Nizza            |
| 1953     | Stade Reims | Milan            |
| 1955     | Real Madrid | Stade Reims      |
| 1956     | Milan       | Athletic Bilbao  |
| 1957     | Real Madrid | Benfica          |

## Statistiche
Partecipazioni e piazzamenti
| Club             | Partecipazioni | Vincitore      | Secondo  | Terzo          | Quarto         |
| ---------------- | -------------- | -------------- | -------- | -------------- | -------------- |
| Milan            | 5              | 2 (1951, 1956) | 1 (1953) | 2 (1955, 1957) |                |
| Barcellona       | 2              | 2 (1949, 1952) |          |                |                |
| Real Madrid      | 2              | 2 (1955, 1957) |          |                |                |
| Benfica          | 3              | 1 (1950)       | 1 (1957) | 1 (1956)       |                |
| Stade Reims      | 3              | 1 (1953)       | 1 (1955) |                | 1 (1949)       |
| Sporting Lisbona | 4              |                | 1 (1949) | 1 (1953)       | 2 (1951, 1952) |
| Nizza            | 2              |                | 1 (1952) |                | 1 (1956)       |
| Bordeaux         | 1              |                | 1 (1950) |                |                |
| Lilla            | 1              |                | 1 (1951) |                |                |
| Athletic Bilbao  | 1              |                | 1 (1956) |                |                |
| Atlético Madrid  | 2              |                |          | 2 (1950, 1951) |                |
| Torino           | 1              |                |          | 1 (1949)       |                |
| Juventus         | 1              |                |          | 1 (1952)       |                |
| Lazio            | 1              |                |          |                | 1 (1950)       |
| Valencia         | 1              |                |          |                | 1 (1953)       |
| Belenenses       | 1              |                |          |                | 1 (1955)       |
| Saint-Étienne    | 1              |                |          |                | 1 (1957)       |

Vittorie per nazione
| Nazione    | Vittorie |
| ---------- | -------- |
| Spagna     | 4        |
| Italia     | 2        |
| Portogallo | 1        |
| Francia    | 1        |

Vittorie per club
| Club        | Vittorie |
| ----------- | -------- |
| Barcellona  | 2        |
| Milan       | 2        |
| Real Madrid | 2        |
| Benfica     | 1        |
| Stade Reims | 1        |

### Capocannonieri delle singole edizioni
| Anno | Giocatore               | Club             | Gol |
| ---- | ----------------------- | ---------------- | --- |
| 1949 | César Rodríguez Álvarez | Barcellona       | 3   |
| 1949 | Fernando Peyroteo       | Sporting Lisbona | 3   |
| 1950 | Édouard Kargu           | Bordeaux         | 4   |
| 1951 | André Strappe           | Lilla            | 5   |
| 1952 | Giampiero Boniperti     | Juventus         | 3   |
| 1953 | João Martins            | Sporting Lisbona | 5   |
| 1955 | Héctor Rial             | Real Madrid      | 2   |
| 1955 | Eduardo Ricagni         | Milan            | 2   |
| 1956 | Juan Alberto Schiaffino | Milan            | 3   |
| 1957 | Francisco Gento         | Real Madrid      | 3   |